# Irenium quadrigatum
Irenium quadrigatum is een hydroïdpoliep uit de familie Eirenidae. De poliep komt uit het geslacht Irenium. Irenium quadrigatum werd in 1879 voor het eerst wetenschappelijk beschreven door Haeckel. 